# Michel Chossudovsky
Michel Chossudovsky (n. 1946, Ottawa, Ontario, Canada) este un economist canadian, autor și teoretician al conspirației. Este profesor emerit de economie la Universitatea din Ottawa și președinte și director al Centre for Research on Globalization (CRG, Centrul de Cercetare a Globalizării), care administrează site-ul globalresearch.ca, fondat în 2001, care publică falsități și teorii ale conspirației.  Chossudovsky a promovat teorii ale conspirației despre 9/11.
În 2017, Centrul de Cercetare a Globalizării a fost acuzat de specialiștii în războiul informațional de la Centrul de Excelență în Comunicații Strategice al NATO (STRATCOM) că joacă un rol cheie în răspândirea propagandei pro-ruse. Un raport al Departamentului de Stat al SUA din august 2020 a acuzat site-ul web că este un reprezentat al campaniei ruse de dezinformare.